# جاك دويل
جاك دويل (بالإنجليزية: Jack Doyle)‏ كان ملاكم أيرلندي صنّف ضمن فئة الوزن الثقيل.

## إحصائيات
خاض خلال مسيرته 23 نزالا، فاز في 17 ولم يتعادل وخسر في 6.

## روابط خارجية
- جاك دويل على موقع IMDb (الإنجليزية)
- جاك دويل على موقع قاعدة بيانات الفيلم (الإنجليزية)
- جاك دويل على موقع بوكس ريك (الإنجليزية) (registration required)